# Kate Winslet
Kate Elizabeth Winslet (Reading, Berkshire, 5 d'octubre de 1975) és una actriu de cinema anglesa guanyadora d'un Oscar després d'estar-hi nominada sis vegades. També ha guanyat els Globus d'Or tant com a actriu principal com secundària en un mateix any, i els BAFTA.
Durant tota la seva carrera ha arribat a fer representacions molt diferents i variades, però es va fer famosa en el paper de Rose DeWitt Bukater a la pel·lícula Titanic (1997).
Als 22 anys va batre el rècord de la persona més jove a rebre dues nominacions als Oscars, i a cadascuna de les següents nominacions l'ha tornat a batre: la persona més jove a rebre tres nominacions, quatre, cinc i, finalment, la sisena, amb la qual va guanyar l'estatueta.

## Carrera

### Primers treballs
El 1994, el director Peter Jackson li va oferir la seva primera oportunitat en l'ambient cinematogràfic en Heavenly creatures, en la qual Kate va interpretar a Juliet, una adolescent enamorada d'una amiga la mare de la qual havia estat assassinada per les dues, coprotagonitzada amb l'actriu neozelandesa Melanie Lynskey. Winslet va ser guardonada amb el premi Empire per la seva actuació. L'escriptor de The Washington Post, Desson Thomson va comentar: "Com Juliet, Winslet és una pilota d'ulls vius de foc, encenent-se cada escena en la qual surt. És compensada perfectament per Lynskey, com Pauline que crema sense flama silenciosament la societat delicada, perillosa."
El 1995 va participar en Aventures en la cort del rei Artur com la princesa Sarah. Després se li va sumar Sense and Sensibility, dirigida per Ang Lee. Kate va encarnar l'enamoradissa i impulsiva Marianne Dashwood, que, després d'un xoc amb la realitat, es veu obligada a madurar. Des d'aleshores, el rostre de l'actriu es va associar a cert ideal de romanticisme i d'heroïna clàssica.
Aquest paper de dona d'època el va mostrar a les seves dues pel·lícules següents, rodades el 1996: Jude, basada en l'obra de Thomas Hardy, en la qual fa el paper de Sue, una dona pobra, mare de dos fills i avançada al seu temps, i on comparteix escena amb Christopher Eccleston, qui interpreta al seu cosí i alhora és el seu amant.
Kenneth Branagh va comptar amb ella per a la seva versió de Hamlet, on Kate va interpretar Ofelia, profundament enamorada del príncep danès i el rebuig de la qual la va dur primer a la bogeria i, després, a una trágica mort.
Entre aquests dos últims rodatges, va rebre el BAFTA a la millor actriu secundària i el premi del Sindicat d'Actors en la mateixa categoria, així com la seva primera nominació a l'Oscar per Sense and Sensibility. Encara que el premi va ser per a Mira Sorvino, el seu nom va començar a fer-se popular.

### Titanici fama internacional
El director James Cameron li va enviar el guió de Titanic. Abans de decidir-se, Kate es va reunir amb Emma Thompson, amb qui havia treballat a Sense and Sensibility. Emma, un cop acabada la lectura del guió, li va dir a Kate: «Això ho has d'acceptar». D'aquesta manera, Kate es va incorporar al rodatge d'una pel·lícula produïda per dos grans estudis. Allà, la protagonista era una heroïna romàntica que desmuntava les estrictes regles de la societat de la qual formava part, per començar a viure la seva pròpia vida, sobreviure al naufragi del vaixell i conservar el seu esperit independent. Leonardo DiCaprio, Kathy Bates, Billy Zane, Frances Fisher i Glòria Stuart la van acompanyar en un viatge al final del qual Kate rebria la seva primera candidatura a l'Oscar a la millor actriu. Durant la cerimònia, Kate va veure pujar a la platea a tot l'equip de la pel·lícula. Tan fort va ser l'impacte de Titanic que Kate va voler canviar el contingut dels seus futurs films, ja que la seva imatge havia de ser diferent a la donada a Titanic.
Els dos anys posteriors es va embarcar en dos projectes que no tenien res a veure amb ‘’Titanic’'. Winslet va rebutjar ofertes com a paper principal en Shakespeare in Love de 1998 i Anna and the King a favor del paper d'una jove mare britànica, Julia, que es trasllada amb les seves filles des de Londres fins al Marroc per començar una nova vida a la pel·lícula El Viatge de Julia. El 1999 va actuar a Holy Smoke! com Ruth Barron. Aquest canvi de rol va mantenir l'actriu distant de grans projeccions cinematogràfiques. El 12 d'octubre del 2000 va néixer la seva filla, Mia Threapleton.

### Post Titanic - 2003
El 2000, Winslet va aparèixer al film Quills dirigida per Philip Kaufman, una pel·lícula inspirada en la vida i el treball del Marquès de Sade. L'actriu va actuar com Madeleine Leclérc, una jove i bonica bugadera que guarda els manuscrits del marquès (Geoffrey Rush) per publicar-los als editors subterranis. La moral estricta del marquès s'estavellava amb la seva sensibilitat i amb la seva obstinació perquè l'Abat gaudís del poder subversiu de la literatura. La pel·lícula va ser molt ben rebuda i per ella Winslet va rebre nominacions als premis del Sindicat d'Actors (SAG) i Satellite.
Va engrossir la seva llista el 2001 amb tres pel·lícules. Va participar en Enigma reincidint en aquest nou repertori de dona independent i intel·ligent, que en aquesta ocasió desxifrava amb la màquina Enigma les comunicacions dels nazis. Va actuar a Iris narrant la vida de la filòsofa i novel·lista Iris Murdoch des de la seva joventut, centrant-se en la història d'amor amb el seu marit, els seus avenços acadèmics i èxits reconeguts. Si l'actriu Judi Dench va recrear les vivències de l'escriptora mentre la malaltia d'Alzheimer l'anava destruint a poc a poc, Kate va oferir una imatge d'intel·lectual, vivaç, independent, alliberada sexualment i que se sentia atreta intel·lectualment per un escriptor amb qui acaba casant-se.
Per aquest treball va ser nominada a l'Oscar a la millor actriu secundària i altres premis.
Aquell mateix any va col·laborar a Conte de Nadal (Christmas Carol: The Movie) aportant la seva veu al personatge de Belle; per aquesta pel·lícula, el 2001 una cançó anomenada «What If?» va ser un èxit al Regne Unit. Va editar el disc Listen to the Storyteller, el qual li va valer un premi Grammy com a Millor disc parlat per a nens (Best spoken-word album for children).
Finalitzat això, va aturar la seva carrera per tornar a gaudir de la maternitat. El 2003 va néixer el seu fill Joe Alphie Winslet-Mendes i aquell mateix any va estrenar la pel·lícula The Life of David Gale interpretant Bitsey Bloom, una periodista que coneix un condemnat a mort acusat de cometre un greu delicte i del qual Bitsey va canviant constantment la seva opinió envers ell.

### 2004-2006

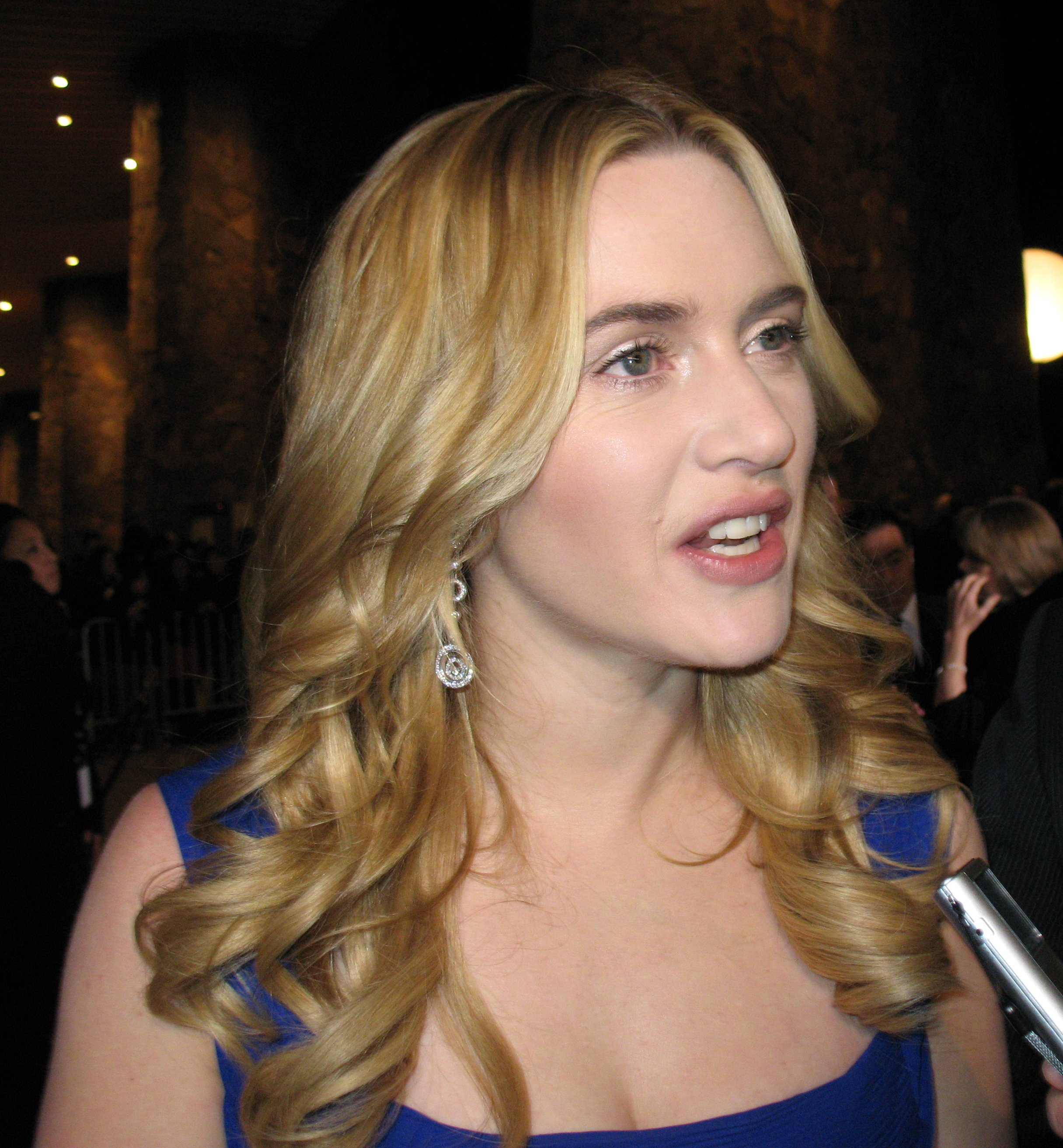
Winslet en el Festival Palm Spring de 2007.

Una vegada reassentada en la vida laboral, Kate va estrenar dues pel·lícules el 2004. En la primera, Descobrir el País de Mai Més, va interpretar una vídua amb diversos fills que, malalta terminal, renuncia a qualsevol tipus de tractament mèdic i acaba enamorant-se de l'escriptor James Matthew Barrie. El director Marc Foster va escenificar la mort del personatge fent entrar literalment l'actriu en aquesta pel·lícula.
A la segona pel·lícula, Eternal Sunshine of the Spotless Mind, va oferir diversos registres d'un mateix personatge, Clementine, una impulsiva dona que decideix esborrar els records del seu anterior festeig. Per aquest film tornaria a optar a l'Oscar, al Globus d'Or, al SAG, i al BAFTA com a Millor Actriu. Tornaria a quedar-se'n sense en favor de Hilary Swank, però el paper de Clementine la catalogaria com una de les millors actrius del panorama actual.
Va tenir un paper secundari en la comèdia romàntica de 2005 Romance & Cigarettes'.
El 2006, va estrenar Little Children, Tots els homes del rei i The Holiday, i va ser candidata al premi Oscar, al premi del Sindicat d'Actors i al premi Globus d'Or com a millor actriu per la primera, la qual cosa la va convertir en una de les actrius més nominades en la història dels premis de l'Acadèmia.

### 2008

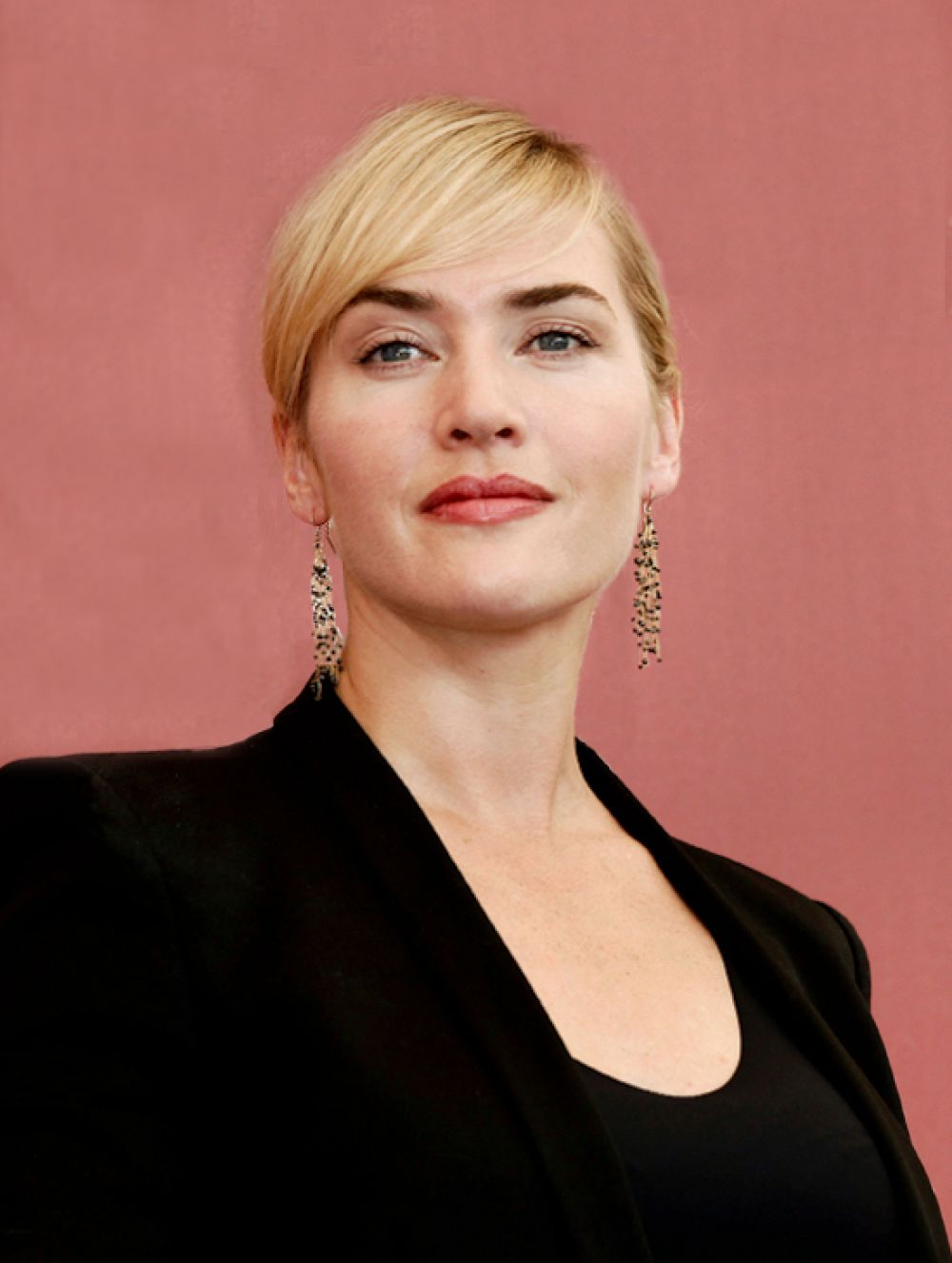
Winslet en el Festival Internacional de Cinema de Venècia de 2011

El 2008 va estrenar la pel·lícula Revolutionary Road dirigida pel seu marit, Sam Mendes, i que protagonitza al costat de Leonardo DiCaprio, cosa que suposa el retrobament de la parella cinematogràfica després de la reeixida Titanic. Fruit de la seva aclamada interpretació va obtenir el Globus d'Or a la millor actriu dramàtica.
Aquell any també va estrenar The Reader, pel·lícula dirigida per Stephen Daldry (realitzador de Billy Elliot i de Les hores), coprotagonitzada per Ralph Fiennes, David Kross, Alexandra Maria Lara i Bruno Ganz, per la qual també va rebre en la mateixa cerimònia el premi Globus d'Or a la millor actriu secundària.
Va fer història en guanyar dos premis Globus d'Or en una mateixa nit. Notablement impactada en guanyar els seus premis, a l'hora d'agrair el de millor actriu dramàtica, el va dedicar al seu millor amic i company de repartiment, Leonardo DiCaprio. «Vull donar-los les gràcies a dos dels homes més importants per a mi (…) A Leonardo, que l'estimo (…) Leo, no tens ni la menor idea de com t'estimo i de quant t'he estimat aquests tretze anys!!! La teva actuació és simplement excel·lent!» va dir entre llàgrimes, i va afegir: «A tu Sam, t'estimo, amor meu, gràcies pel teu suport (…) i als meus estimats fills.»
El 22 de febrer de 2009 va guanyar el seu primer Oscar a la millor actriu per The Reader.
El març de 2010 Kate es va tornar a situar davant de les càmeres, al paper que dona títol a la minisèrie de HBO basada en la novel·la de James M. Cain, Mildred Pierce, en la qual va ser dirigida per Todd Haynes en una producció de la seva col·laboradora habitual Christine Vachon. A principi del 2012, gràcies a la seva actuació a Mildred Pierce, va obtenir el premi del Sindicat d'Actors i un Globus d'Or. Aquell mateix any va participar en la pel·lícula Contagi dirigida pel guanyador de l'Oscar, Steven Soderbergh, i es va posar a les ordres del director Roman Polanski per protagonitzar Carnage, on apareix al costat de Jodie Foster, Christoph Waltz i John C. Reilly.
El 21 de novembre de 2012 va ser distingida per la reina Isabel II del Regne Unit com a comanadora de l'Orde de l'Imperi Britànic.

## Filmografia
Filmografia:
| Any  | Pel·lícula                                                    | Director             | Paper                     |
| ---- | ------------------------------------------------------------- | -------------------- | ------------------------- |
| 2021 | Mare of Easttown                                              | Craig Zobel          | Mare (minisèrie TV)       |
| 2020 | Ammonite                                                      | Francis Lee          | Mary Anning               |
| 2019 | Blackbird)                                                    | Roger Michell        | Jennifer                  |
| 2017 | Wonder Wheel                                                  | Woody Allen          | Ginny                     |
| 2017 | The Mountain Between us                                       | Hany Abu-Assad       | Alex Martin               |
| 2016 | Collateral Beauty                                             | David Frankel        | Claire                    |
| 2016 | Buttons                                                       | Tim Janis            | Narrador                  |
| 2016 | Triple 9                                                      | John Hillcoat        | Irina Vlaslov             |
| 2015 | Steve Jobs                                                    | Danny Boyle          | Joanna Hoffman            |
| 2015 | La modista (The Dressmaker)                                   | Jocelyn Moorhouse    | Myrtle 'Tilly' Dunnage    |
| 2015 | Insurgent                                                     | Robert Schwentke     | Jeanine                   |
| 2014 | A Little Chaos                                                | Alan Rickman         | Sabine De Barra           |
| 2014 | Divergent                                                     | Neil Burger          | Jeanine Matthews          |
| 2013 | Labor Day                                                     | Jason Reitman        | Adele                     |
| 2013 | Movie 43                                                      | Varis                | Beth                      |
| 2011 | Un déu salvatge (Carnage)                                     | Roman Polanski       | Nancy                     |
| 2011 | Contagi                                                       | Steven Soderbergh    | Dr. Erin Mears            |
| 2008 | El lector (The Reader)                                        | Stephen Daldry       | Hanna Schmitz             |
| 2008 | Revolutionary Road                                            | Sam Mendes           | April Wheeler             |
| 2006 | Jocs secrets (Little Children)                                | Todd Field           | Sarah Pierce              |
| 2006 | The Holiday                                                   | Nancy Meyers         | Iris Simpkins             |
| 2006 | All the King's Men                                            | Steve Zallian        | Anne Stanton              |
| 2005 | Romance and Cigarettes                                        | John Turturro        | Tula                      |
| 2004 | Descobrir el País de Mai Més                                  | Marc Foster          | Sylvia Llewelyn Davies    |
| 2004 | Eternal Sunshine of the Spotless Mind                         | Michel Gondry        | Clementine Kruczynski     |
| 2003 | The Life of David Gale                                        | Alan Parker          | Bitsey Bloom              |
| 2001 | Enigma                                                        | Michael Apted        | Hester Wallace            |
| 2001 | Iris                                                          | Richard Eyre         | La Jove Iris Murdoch      |
| 2000 | Quills                                                        | Philip Kauffman      | Madeleine "Maddy" LeClerc |
| 1999 | Holy Smoke                                                    | Jane Campion         | Ruth Barron               |
| 1998 | Hideous Kinky                                                 | Gillies MacKinnon    | Julia                     |
| 1997 | Titanic                                                       | James Cameron        | Rose DeWitt Bukater       |
| 1996 | Hamlet                                                        | Kenneth Branagh      | Ofèlia                    |
| 1996 | Jude                                                          | Michael Winterbottom | Sue Bridehead             |
| 1995 | Sentit i sensibilitat (Sense and Sensibility)                 | Ang Lee              | Marianne Dashwood         |
| 1995 | Un noi a la cort del rei Artús (A Kid in King Arthur's Court) | Michael Gottlieb     | Princesa Sarah            |
| 1994 | Heavenly Creatures                                            | Peter Jackson        | Juliet Hulme              |

## Premis i nominacions

### Oscars
| Any  | Categoria                | Pel·lícula                            | Resultat   |
| ---- | ------------------------ | ------------------------------------- | ---------- |
| 2015 | Millor actriu secundària | Steve Jobs                            | Candidata  |
| 2008 | Millor actriu            | El lector                             | Guanyadora |
| 2006 | Millor actriu            | Jocs secrets                          | Candidata  |
| 2004 | Millor actriu            | Eternal sunshine of the spotless mind | Candidata  |
| 2001 | Millor actriu secundària | Iris                                  | Candidata  |
| 1997 | Millor actriu            | Titanic                               | Candidata  |
| 1995 | Millor actriu secundària | Sentit i sensibilitat                 | Candidata  |

### Globus d'Or
| Any  | Categoria                             | Pel·lícula                            | Resultat   |
| ---- | ------------------------------------- | ------------------------------------- | ---------- |
| 2016 | Millor actriu secundària              | Steve Jobs                            | Guanyadora |
| 2014 | Millor actriu dramàtica               | Labor Day                             | Candidata  |
| 2012 | Millor actriu en minisèrie o telefilm | Mildred Pierce                        | Guanyadora |
| 2012 | Millor actriu musical o còmica        | Un déu salvatge                       | Candidata  |
| 2009 | Millor actriu dramàtica               | Revolutionary Road                    | Guanyadora |
| 2009 | Millor actriu secundària              | El lector                             | Guanyadora |
| 2007 | Millor actriu dramàtica               | Jocs secrets                          | Candidata  |
| 2005 | Millor actriu musical o còmica        | Eternal sunshine of the spotless mind | Candidata  |
| 2002 | Millor actriu secundària              | Iris                                  | Candidata  |
| 1998 | Millor actriu dramàtica               | Titanic                               | Candidata  |
| 1996 | Millor actriu secundària              | Sentit i sensibilitat                 | Candidata  |

### BAFTA
| Any  | Categoria                | Pel·lícula                            | Resultat   |
| ---- | ------------------------ | ------------------------------------- | ---------- |
| 2016 | Millor actriu secundària | Steve Jobs                            | Candidata  |
| 2009 | Millor actriu            | El lector                             | Guanyadora |
| 2009 | Millor actriu            | Revolutionary Road                    | Candidata  |
| 2007 | Millor actriu            | Jocs secrets                          | Candidata  |
| 2005 | Millor actriu            | Eternal sunshine of the spotless mind | Candidata  |
| 2005 | Millor actriu            | Descobrir el País de Mai Més          | Candidata  |
| 2002 | Millor actriu secundària | Iris                                  | Candidata  |
| 1996 | Millor actriu secundària | Sentit i sensibilitat                 | Guanyadora |

### Emmy
| Any  | Categoria                               | Pel·lícula     | Resultat   |
| ---- | --------------------------------------- | -------------- | ---------- |
| 2011 | Millor actriu en minisèrie o telefilm   | Mildred Pierce | Guanyadora |
| 2006 | Millor actriu convidada en sèrie còmica | Extras         | Candidata  |

### César
| Any  | Categoria       | Pel·lícula | Resultat   |
| ---- | --------------- | ---------- | ---------- |
| 2012 | César honorífic | −          | Guanyadora |

### Grammy
| Any  | Categoria                    | Pel·lícula                | Resultat   |
| ---- | ---------------------------- | ------------------------- | ---------- |
| 2000 | Millor àlbum infantil parlat | Listen to the Storyteller | Guanyadora |